# Herminia protumnusalis
Herminia protumnusalis är en fjärilsart som beskrevs av Walker 1859. Herminia protumnusalis ingår i släktet Herminia och familjen nattflyn. Inga underarter finns listade i Catalogue of Life.